# 福尔米亚
福尔米亚（義大利語：Formia），是意大利拉蒂纳省的一个市镇。总面积73.53平方公里，人口37483人，人口密度509.8人/平方公里（2009年）。ISTAT代码为059008。

## 友好城市
- 法國 弗勒里莱索布赖